# Lucy (Mosela)
Lucy é uma comuna francesa na região administrativa de Grande Leste, no departamento de Mosela. Estende-se por uma área de 7,36 km². Em 2010 a comuna tinha 231 habitantes (densidade: 31,4 hab./km²).